# Weberböcke

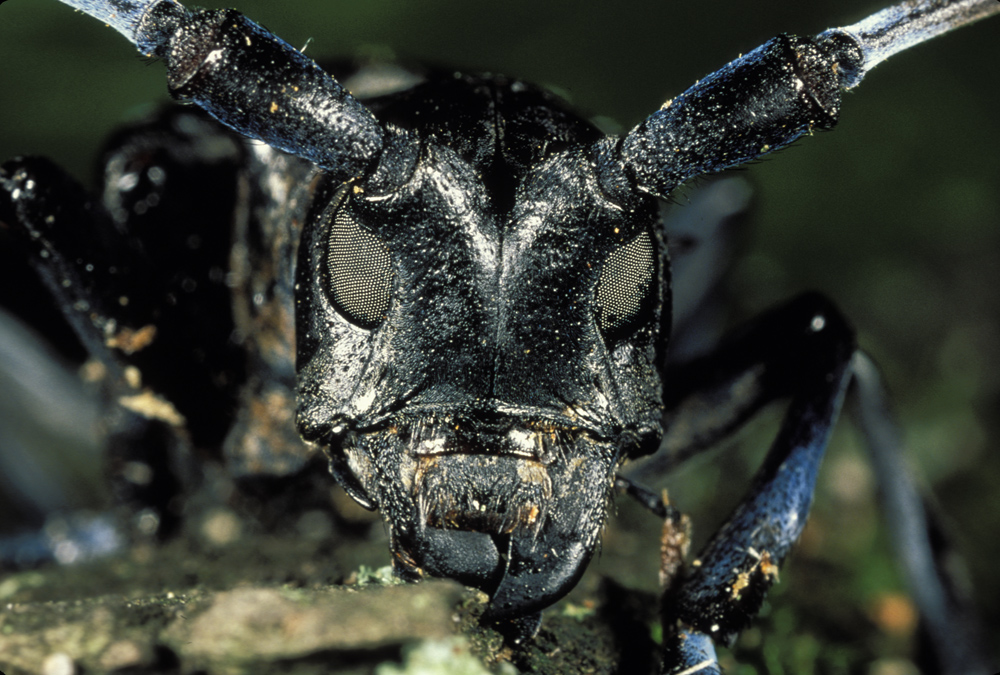
Kopf des Asiatischen Laubholzbockkäfers (Anoplophora glabripennis) mit hypognathem Kauapparat

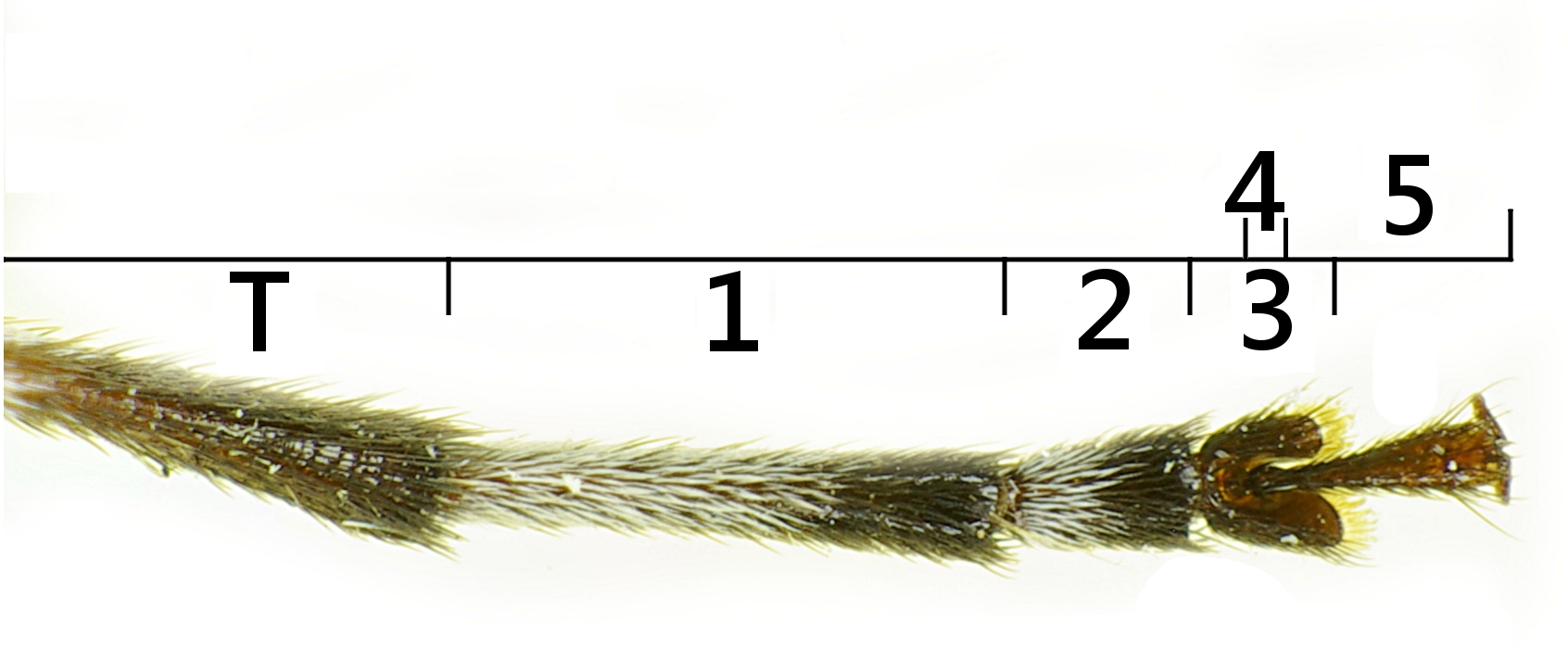
Tibia und Tarsenglieder eines Hinterbeins des Braunbindigen Zimmerbocks (Acanthcinus griseus)

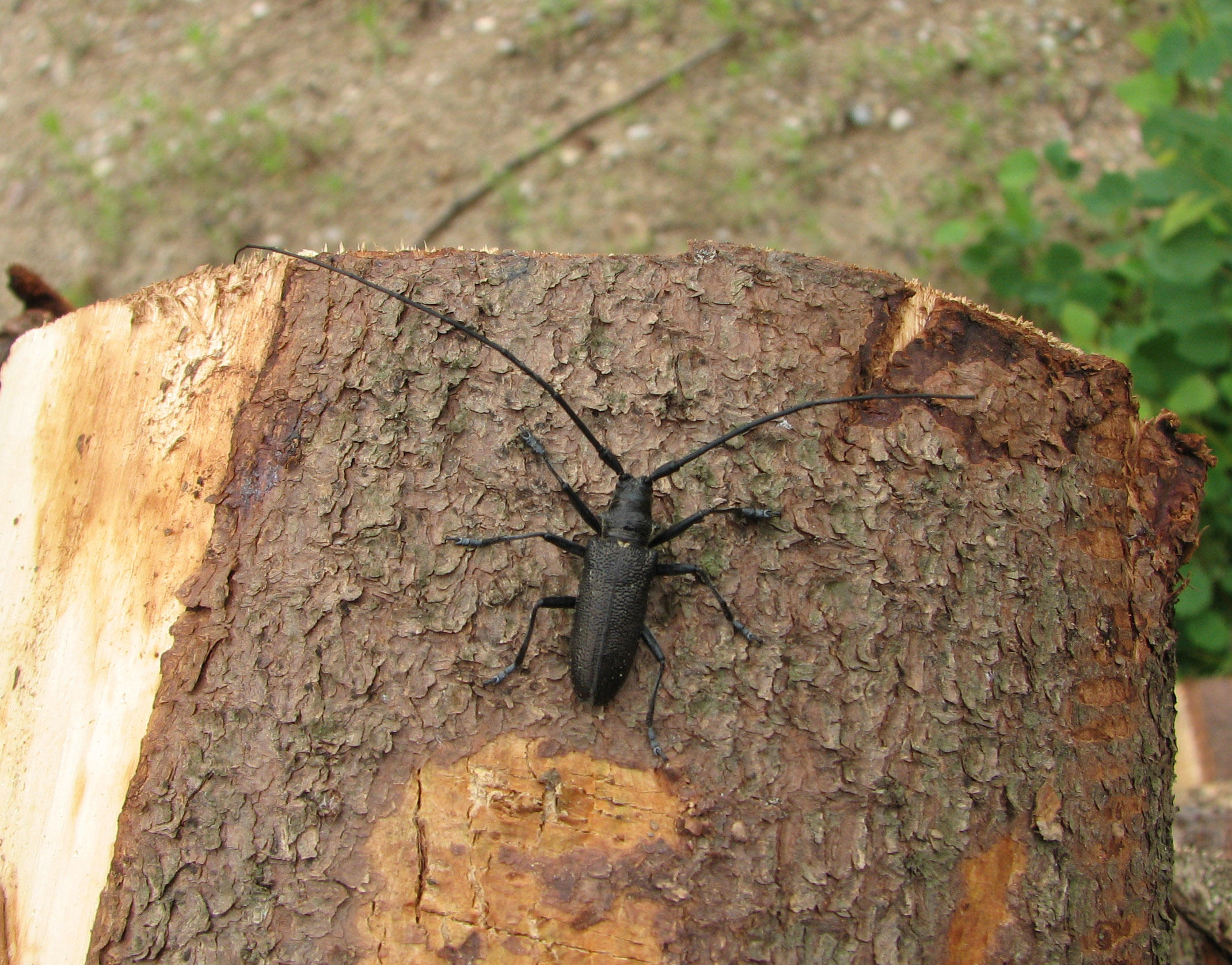
Ein Einfarbiger Langhornbock (Monochamus sutor) auf einem zur Eiablage geeigneten frisch gefällten, noch nicht entrindetem Nadelbaum

Die Weberböcke (Lamiinae) (englisch flat-faced longhorns) sind eine Unterfamilie der Bockkäfer (Cerambycidae). Sie sind die weitaus artenreichste Unterfamilie der Bockkäfer und mit mehr als 21.000 Arten in rund 3000 Gattungen weltweit verbreitet. Die Unterfamilie umfasst mehr als die Hälfte aller Bockkäfer-Arten und wird nur in einigen Regionen der Welt beispielsweise in Australien, dem südlichen Südamerika und Teilen Nordamerikas von der Unterfamilie der Bockkäfer im engeren Sinn (den Cerambycinae) an Artenreichtum übertroffen.

## Merkmale

### Käfer
Im Allgemeinen sind die Lamiinae unter den Bockkäfern durch ihren hypognathen (nach hinten gerichteten) Kauapparat mit schräg nach hinten weisender Mundöffnung und nach unten gerichteten Unterkiefern leicht zu erkennen. Von dieser Kieferstellung und der senkrechten Stirnregion haben die Lamiinae im Englischen den Trivialnamen flat-faced longhorn beetles („flachgesichtige Bockkäfer“) bekommen. Nur bei einigen tropischen Triben kann es zu Schwierigkeiten bei der Zuordnung zu den Lamiinae kommen.
Das diagnostische Hauptkriterium, das es ermöglicht, die alle Vertreter dieser Unterfamilie einzuordnen, sind die oval geformten und am Ende eher spitz zulaufenden Unterkiefertaster. Bei allen anderen Bockkäfern sind diese dreieckig und am Scheitelpunkt abgeschnitten.
Typisch für die meisten Arten der Lamiinae ist auch eine äußere Rille entlang der Tibien (Schienbeine).
Die Augen bleiben stets auf den oberen Teil der Käferseiten beschränkt.
Die Käfer werden 2,4 bis 100 Millimeter lang. Die großen Käfer leben vorwiegend in den tropischen Breiten beispielsweise Pseudomeges varioti aus der Tribus Monochamini oder die Arten der Batocerini wie Rosenbergia mandibularis.

### Larven
Die Larven haben einen verlängerten Kopf und besitzen keine oder nur sehr rudimentäre Beine. Sie sind rund im Querschnitt bis deutlich dorsoventral abgeflacht. Der Clypeus ist trapezoidal, aber nicht verengt. Die Mandibeln weisen keine Rundungen auf wie bei den Larven anderer Bockkäfer-Unterfamilien, hingegen haben sie verschiedene andere Ausformungen. Die hefeartigen Symbionten in bestimmten Zellen des Mitteldarms, die eine Rolle bei der Verdauung spielen, fehlen bei den Larven der Lamiinae.

### Puppen
Die Puppen der Lamiinae sind vollständig weiß und von den anderen Bockkäfern durch ihren breiten Kopf mit parallelen Seiten gut zu unterscheiden.
Die Antennen bilden, wenn sie sehr lang sind, Schleifen um den Puppenkörper (z. B. bei den Acanthocinini) oder sind typischerweise spiralförmig aufgerollt (Lamiini, Batocerini).

## Lebensweise

### Entwicklung
Die Weibchen legen ihre Eier in frisches Totholz oder in lebende Pflanzenteile, sie verwenden jedoch keine entrindeten Bäume oder stark verrottetes Holz bzw. lange gelagertes trockenes Holz zur Eiablage. Meist bearbeiten sie die Legestelle mit ihren Mandibeln und legen dann mit dem Ovipositor die Eier einzeln oder in kleinen Gruppen ab. Die Eier der Lamiinae sind meist etwas größer als die anderer Unterfamilien der Bockkäfer. Die Entwicklung erfolgt meist sehr rasch, indem einige Larvenstadien übersprungen werden, die beobachtete Mindestanzahl ist drei Larvenstadien. Nur wenige Gattungen, beispielsweise aus der Tribus Dorcadiini, entwickeln sich in der Erde und fressen an unterirdischen Pflanzenteilen. Die Larven des Grauflügligen Erdbocks (Iberodorcadion fuliginator) fressen beispielsweise an Graswurzeln. Nur bei diesen Gattungen entwickelt sich die Puppe außerhalb der Wirtspflanze, bei allen anderen innerhalb. Bei einigen Arten, die sich innerhalb von Lianen ernähren, kommt es vor, dass sie zur Verpuppung den Baum, an dem sich die Liane rankt aufsuchen. Die Entwicklungszeit der Larven im Holz beträgt mehrere Jahre. Sie können dabei große Schäden z. B. an Bau- und Tropenholz anrichten.

### Ernährung
Während sich die Larven hauptsächlich von totem Holz ernähren, fressen die adulten Käfer der Lamiinae frisches Pflanzengewebe, Rinde oder Pilze. Sie sind selten auf Blüten zu finden und ernähren sich kaum von Pollen und Nektar, wie einige andere Spezialisten unter den Bockkäfern. Die Käfer sind relativ langlebig und die Lebenserwartung beträgt für die adulten Tiere, besonders bei den großen Arten, mehrere Monate.

## Forschungsgeschichte
Die Abgrenzung der Unterfamilie geht auf Latreille zurück. Wie Latreille selbst ausführt, wurde er nach der Erblindung von Lamarck beauftragt, dessen Vorlesungen am  Jardin Royal des Plantes über die  Wirbellosen Tiere zu übernehmen. Um dieser Aufgabe gerecht zu werden, beschäftigte sich der Entomologe Latreille mit der Systematik des gesamten Tierreichs und veröffentlichte 1825 als Ergebnis seiner Studien ein Buch mit dem Titel Familles naturelles du règne animal, exposées succinctement et dans un ordre analytique avec l'indication de leurs genres (fr. Die natürlichen Familien des Tierreichs, kurz gefasst und in analytischer Ordnung dargestellt mit Angabe der zugehörigen Gattungen). Darin unterteilt er die Familie der Cerambyciden (von ihm unter dem Namen Longicornes - Langfühler geführt) in fünf Stämme (tribus):  Prionii, Cerambycini, Necydalides, Lamiariae, und Lepturetae. In Anpassung an die heute gültigen Nomenklaturregeln wurden aus den Stämmen im Wesentlichen die Unterfamilien mit den Wortendungen -inae, (Prioninae, Cerambycinae, Lepturinae und Lamiinae). Die Lamiinae umfassen bei Latreille die Bockkäfer, bei denen die Augen teilweise die Einlenkung der Fühler umschließen und die Endglieder der Lippen- und Kiefertaster eiförmig (und nicht zylindrisch) sind und zugespitzt (nicht abgestutzt) enden. Der Kopf steht senkrecht zur Körperachse.

## Namensgebung
Die für die Unterfamilie namensgebende, seinerzeit noch weit gefasste Gattung Lamia wurde von Fabricius 1775 aufgestellt. Wie damals nicht unüblich, wurde auch der Gattungsname Lamia (gr., Λαμία oder Λάμια) aus der griechischen Mythologie entlehnt. Der Namen Weberböcke leitet sich vom deutschen Namen des Weberbockes (Lamia textor) ab.

## Systematik und Taxonomie
Die Unterfamilie Lamiinae ist monophyletisch und hat einige Apomorphien aufzuweisen. Sie ist in zahlreiche Triben unterteilt.
Eine Auswahl der Arten findet sich bei Systematik der Bockkäfer.

### Triben
Die Einteilung in Triben erfolgte hauptsächlich nach morphologischen Gesichtspunkten, die jedoch nicht immer auf eine gemeinsame Abstammung hindeuten. Merkmale, wie z. B. die Flügellosigkeit, können im Lauf der Evolution mehrmals parallel entstanden sein und bedeuten nicht unbedingt eine Verwandtschaft dieser Arten. Daher ist die innere Systematik der Lamiinae instabil und erfordert künftige Revisionen. Bei einer Untersuchung der australischen Lamiinae im Jahr 2013 ergab sich eine Erhöhung der beschriebenen Arten seit 1947 von 440 auf 550, aber eine Reduktion der Gattungen von 100 auf 74.
Nachfolgend eine Übersicht der Triben der Lamiinae. Die ursprüngliche Zusammenstellung erfolgte nach der Datenbank BioLib,
sie wurde jedoch nach den Daten in Lamiinae of the World aktualisiert. Die Unterschiede zwischen den beiden Datenbanken sind unterhalb der Liste nochmals zusammengefasst. Es sind derzeit insgesamt 83 Triben verzeichnet.
(Die Zahlenangaben zu Gattungen und Arten dienen nur der Größenabschätzung und sind ständig im Wandel. Bei den Gattungen werden die Untergattungen, bei den Arten die Unterarten zusätzlich mitgezählt. Stand: August 2019)
1. Acanthocinini Blanchard, 1845 • 372 Gattungen 2.026 Arten
2. Acanthoderini Thomson, 1860 • 72 Gattungen 585 Arten
3. Acanthomerosternoplonini Tippmann, 1955 • 3 Gattungen 11 Arten
4. Acmocerini Thomson, 1864 • 7 Gattungen 34 Arten
5. Acrocinini Swainson, 1840 • 1 Gattung 1 Art
6. Aderpasini Breuning & Téocchi, 1977 • 1 Gattung 9 Arten
7. Aerenicini Lacordaire, 1872 • 28 Gattungen 146 Arten
8. Agapanthiini Mulsant, 1839 • 92 Gattungen 727 Arten
9. Ancitini Aurivillius, 1917 • 7 Gattungen 27 Arten
10. Ancylonotini Lacordaire, 1869 • 33 Gattungen 171 Arten
11. Anisocerini Thomson, 1860 • 26 Gattungen 86 Arten
12. Apomecynini Thomson, 1860 • 242 Gattungen 1.842 Arten
13. Astathini Pascoe, 1864 • 24 Gattungen 190 Arten
14. Batocerini Lacordaire, 1869
15. Calliini Thomson, 1864
16. Ceroplesini Thomson, 1860
17. Cloniocerini Lacordaire, 1872
18. Colobotheini Thomson, 1860
19. Compsosomatini Thomson, 1857
20. Crossotini Thomson, 1864
21. Cyrtinini Thomson, 1864
22. Desmiphorini Thomson, 1860
23. Dorcadiini Latreille, 1825 (oft als Dorcadionini Swainson and Shuckard, 1840)
24. Dorcaschematini Thomson, 1860
25. Elytracanthinini Lane, 1955
26. Enicodini Thomson, 1860
27. Epicastini Thomson, 1864
28. Eunidiini Téocchi et al., 2010
29. Eupromerini Galileo & Martins, 1995
30. Forsteriini Tippmann, 1960
31. Gnomini Thomson, 1864
32. Gyaritini Breuning, 1956
33. Heliolini Breuning, 1951
34. Hemilophini Thomson, 1868
35. Homonoeini Thomson, 1864
36. Hyborhabdini Aurivillius, 1911
37. Lamiini Latreille, 1825 (früher auch inklusive Monochamini)
38. Laticraniini Lane, 1959
39. Mauesiini Lane, 1956
40. Megabasini Thomson, 1864
41. Mesosini Thomson, 1860
42. Microcymaturini Breuning & Téocchi, 1985
43. Moneilemini Thomson, 1864
44. Monochamini Gistel, 1848 • 260 Gattungen 1549 Arten
45. Morimonellini Lobanov & al., 1981 • 1 Gattung 1 Art
46. Morimopsini Lacordaire, 1869
47. Neohippopsini Breuning, 1951 • 1 Gattung 1 Art
48. Neopachystolini Aurivillius, 1922• 16 Gattungen 36 Arten
49. Nyctimeniini Gressitt, 1951
50. Obereini Pascoe, 1864 • 3 Gattungen 540 Arten
51. Oculariini Breuning, 1950
52. Onciderini Thomson, 1860
53. Onocephalini Sturm, 1843
54. Onychogleneini Aurivillius, 1923 • 1 Gattung 1 Art
55. Parmenini Mulsant, 1839
56. Petrognathini Blanchard, 1845
57. Phacellini Lacordaire, 1872
58. Phantasini Hunt & Breuning, 1957
59. Phrissomini Thomson, 1860
60. Phrynetini Thomson, 1864
61. Phytoeciini Mulsant, 1839
62. Pogonocherini Mulsant, 1839
63. Polyrhaphidini Thomson, 1860
64. Pretiliini Martins & Galileo, 1990
65. Proctocerini Aurivillius, 1921
66. Prosopocerini Thomson, 1868
67. Protonarthrini Thomson, 1864
68. Pteropliini Thomson, 1860
69. Rhodopinini Gressitt, 1951
70. Saperdini Mulsant, 1839 (früher auch inklusive Phytoeciini)
71. Stenobiini Breuning, 1950
72. Sternotomini Thomson, 1860
73. Tapeinini Thomson, 1857
74. Tetraopini Thomson, 1860 (früher inkl.Tetropini)
75. Tetraulaxini Breuning & Téocchi, 1976
76. Tetropini Portevin, 1927 • 3 Gattungen 29 Arten
77. Theocridini Thomson, 1858
78. Tmesisternini Thomson, 1860
79. Tragocephalini Thomson, 1857
80. Xenofreini Bates, 1885
81. Xenoleini Lacordaire, 1869
82. Xylorhizini Lacordaire, 1872
83. Zygocerini Lacordaire, 1872

In der Datenbank Lamiines of the World kam es zu einer Aktualisierung und damit zu folgenden Unterschieden zu BioLib:
Folgende Triben wurden zusammengelegt bzw. umbenannt:
- Die Tribus Crinotarsini Lacordaire, 1872 mit den Gattungen Crinotarsus und Sormida ist jetzt in der Tribus Desmiphorini enthalten.
- Die Tribus Emphytoeciini Lacordaire, 1872 mit den Gattungen Emphytoecia und  Itheum ist jetzt in der Tribus Pteropliini enthalten.
- Die Tribus Pachystolini Aurivillius, 1922 heißt jetzt Neopachystolini.
- Die Tribus Velorini Thomson, 1864 ist mit den drei Gattungen Velora, Phyxium und Probatodes in der Tribus Desmiphorini enthalten, die Gattung Parapolyacanthia wurde in die Tribus Acanthoderini verschoben.

Neu hinzu kamen gegenüber BioLib in Lamiinae of the World die Triben:
- Ancitini
- Monochamini
- Morimonellini
- Neohippopsini
- Neopachystolini
- Obereini
- Onychogleneini
- Phytoeciini
- Aus den Tetraopini Thomson, 1860 wurde die Gattung Tetrops ausgegliedert und in eine eigene Tribus Tetropini Portevin, 1927 gestellt.

## Forschung
Wissenschaftliche Beschreibungen der Arten und deren Zuordnungen sind seit dem neunzehnten Jahrhundert bekannt. In frühen Beschreibung werden teilweise wissenschaftliche Synonyme für Lamiinae genutzt. Beispiele: Clinocéphalides (Mulsant, 1839), Lamiariae (Latreille, 1825), Lamiens (Latreille, Planet, 1924), Lamiides (Latreille, Mulsant, 1863), Lamiitae (Latreille, Thomson, 1860), Lamitae (Latreille, Thomson, 1864), Metaulacnemitae (Thomson, 1864). Bedeutende Verdienste und etliche Publikationen zur Thematik der Lamiinae werden Stephan von Breuning zugeschrieben. Auch im 21. Jahrhundert ist die Erforschung der Lamiinae nicht abgeschlossen. Stand 2019 gilt die Zuordnung von 4 Gattungen und 2 Arten als ungesichert. Fortlaufenend werden Arten neu klassifiziert oder neu beschrieben. Neben der klassischen biologischen Forschung beschäftigt sich auch die Paläobiologie mit Lamiinae. In der Paleobiology Database sind entsprechende Funde bekannt.